# ويندوز فون 7
ويندوز فون 7 (بالإنجليزية: Windows Phone 7)‏ نظام تشغيل للهواتف مقدم من مايكروسوفت وهو أول نظام من سلسلة Windows phone وصدر النظام 21 أكتوبر 2010 في أوروبا، أستراليا، نيوزيلاندا و8 نوفمبر 2010 في الولايات المتحدة وكندا وأخيراً في أسيا أول 2011.
مع ويندوز فون 7 مايكروسوفت تقدم لك نظام متكامل بواجهه مميزة تسمى (الميترو) البلاطات الحية القابلة للتخصيص,واجهة بسيطة وسهلة للمستخدم,متوافق مع تطبيقات التواصل الإجتماعي مثل Facebook ويتميزالنظام بمنظومة متكاملة مع منتجات Microsoft الأخرى مثل ويندوز 7 وأوفيس 2010 وخدمة Xbox live ومتصفح الويب إنترنت إكسبلورر وعميل البريد Outlook والمتجر.